# 基拉奥利
基拉奥利（Kiraoli），是印度北方邦Agra县的一个城镇。总人口18921（2001年）。

## 人口
该地2001年总人口18921人，其中男性10035人，女性8886人；0—6岁人口3704人，其中男1903人，女1801人；识字率49.08%，其中男性为59.14%，女性为37.72%。